# Suffel Fördertechnik
Die Suffel Fördertechnik GmbH & Co. KG ist ein Handels- und Dienstleistungsunternehmen im Bereich Flurförderzeuge und Intralogistik mit Hauptsitz in Aschaffenburg. Es ist Vertragshändler der Firma Linde Material Handling und vertreibt weitere Produkte von Herstellern aus dem Bereich der innerbetrieblichen Logistik.

## Geschichte
Die Suffel Fördertechnik GmbH & Co. KG wurde im Jahre 1962 unter dem Namen Roth & Suffel OHG, von Rudolf Roth und Erich Suffel gegründet. Die Firma war der erste Vertragshändler der Firma Linde. Nach dem Tod von Mitgründer Roth gründete Erich Suffel die Suffel KG 1967.
In den folgenden Jahren expandierte das Unternehmen mit Niederlassungen in den Regionen Rhein-Neckar, Rhein-Main und Mainfranken. 1992 richtete Suffel den ersten StaplerCup als regionalen Wettbewerb für Staplerfahrer aus.
1994 übertrugen Erich und Marga Suffel an ihren Sohn Martin Suffel die Gesellschaftsanteile der Suffel Fördertechnik GmbH & Co. KG. Inzwischen sind auch dessen Töchter Svenja und Mara Suffel Teil der Geschäftsführung.

## Geschäftstätigkeiten
Das Unternehmen vertreibt das  Portfolio von Linde Material Handling im Bereiche Gabelstapler und Lagertechnik-Geräten sowie Komplementärprodukte der innerbetrieblichen Logistik wie Arbeitsbühnen, Transportfahrzeuge und Reinigungsmaschinen von Marken wie Combilift, JLG, Kärcher oder Merlo. Ebenso gehören die Beratung und Umsetzung von intralogistischen Gesamtlösungen, einschließlich automatisierter Geräte, Regalanlagen und Lagerverwaltungssystemen zum Angebot. 
Neben dem Verkauf und der Vermietung der Geräte wird auch die Planung und der Bau von Regal- und Lagersystemen angeboten sowie weitere Serviceleistungen wie Reparaturen, Wartungen, Prüfdienste, Ersatzteilservice und Sonderbauten. Suffel qualifiziert und schult zudem Mitarbeitende anderer Unternehmen im Umgang mit den Fahrzeugen. Ein weiterer Geschäftsbereich ist die Hydraulik. Als Vertragshändler von LHY Powertrain und Partner weiterer Hersteller bietet Suffel auch hydraulische Antriebslösungen und Systeme an.

## Standorte
Neben der Zentrale und zwei weiteren Standorten in Aschaffenburg befinden sich Niederlassungen in Schwebheim, Viernheim und Hofheim-Wallau sowie ein firmeneigenes Kärcher Center im Bayernhafen Aschaffenburg. Ein Zentrum für Gebraucht- und Mietgeräte befindet sich in Niedernberg.